# Photedes fulva
Photedes fulva är en fjärilsart som beskrevs av Jacob Hübner 1818. Photedes fulva ingår i släktet Photedes och familjen nattflyn. Inga underarter finns listade i Catalogue of Life.